# Bullanga insolita
Bullanga insolita är en insektsart som först beskrevs av Banks 1940.  Bullanga insolita ingår i släktet Bullanga och familjen myrlejonsländor. Inga underarter finns listade i Catalogue of Life.